# Condado de Clare (Míchigan)
El condado de Clare (en inglés: Clare County, Míchigan), fundado en 1840, es uno de los 83 condados del estado estadounidense de Míchigan. En el año 2000 tenía una población de 31.252 habitantes con una densidad poblacional de 21 personas por km². La sede del condado es Harrison.

## Geografía
Según la Oficina del Censo, el condado tiene un área total de 4690 km² (1810,8 mi²), de la cual 1487 km² (574,1 mi²) es tierra y 21 km² (8,1 mi²) es agua.

## Condados adyacentes
- Condado de Roscommon noreste
- Condado de Gladwin este
- Condado de Isabella sur
- Condado de Osceola oeste
- Condado de Missaukee noroeste

## Demografía
En el 2000 la renta per cápita promedia del condado era de $28,845, y el ingreso promedio para una familia era de $33,934. El ingreso per cápita para el condado era de $15,922. En 2000 los hombres tenían un ingreso per cápita de $30,032 frente a los $20,733 que percibían las mujeres. Alrededor del 16.00% de la población estaba bajo el umbral de pobreza nacional.

## Lugares

### Ciudades
- Clare, parcial
- Harrison

### Villas
- Farwell

### Principales carreteras
- es una ruta circular por el centro de Clare.
- es otra ruta circular por el centro de Clare.
- es una ruta circular por el centro de Harrison.

### Municipios
| - Municipio de Arthur - Municipio de Franklin - Municipio de Freeman - Municipio de Frost | - Municipio de Garfield - Municipio de Grant - Municipio de Greenwood - Municipio de Hamilton | - Municipio de Hatton - Municipio de Hayes - Municipio de Lincoln - Municipio de Redding | - Municipio de Sheridan - Municipio de Summerfield - Municipio de Surrey - Municipio de Winterfield |